# Eisenhut
Eisenhut – szczyt w Alpach Gurtktalskich, paśmie Alp Noryckich, części Alp Wschodnich. Leży w Austrii na granicy Styrii i Karyntii. Jest to najwyższy szczyt Alp Gurktalskich i zarazem najwyższy szczyt całego pasma Alp Noryckich. Leży na północny wschód od przełęczy Turracher Höhe.

## Bibliografia

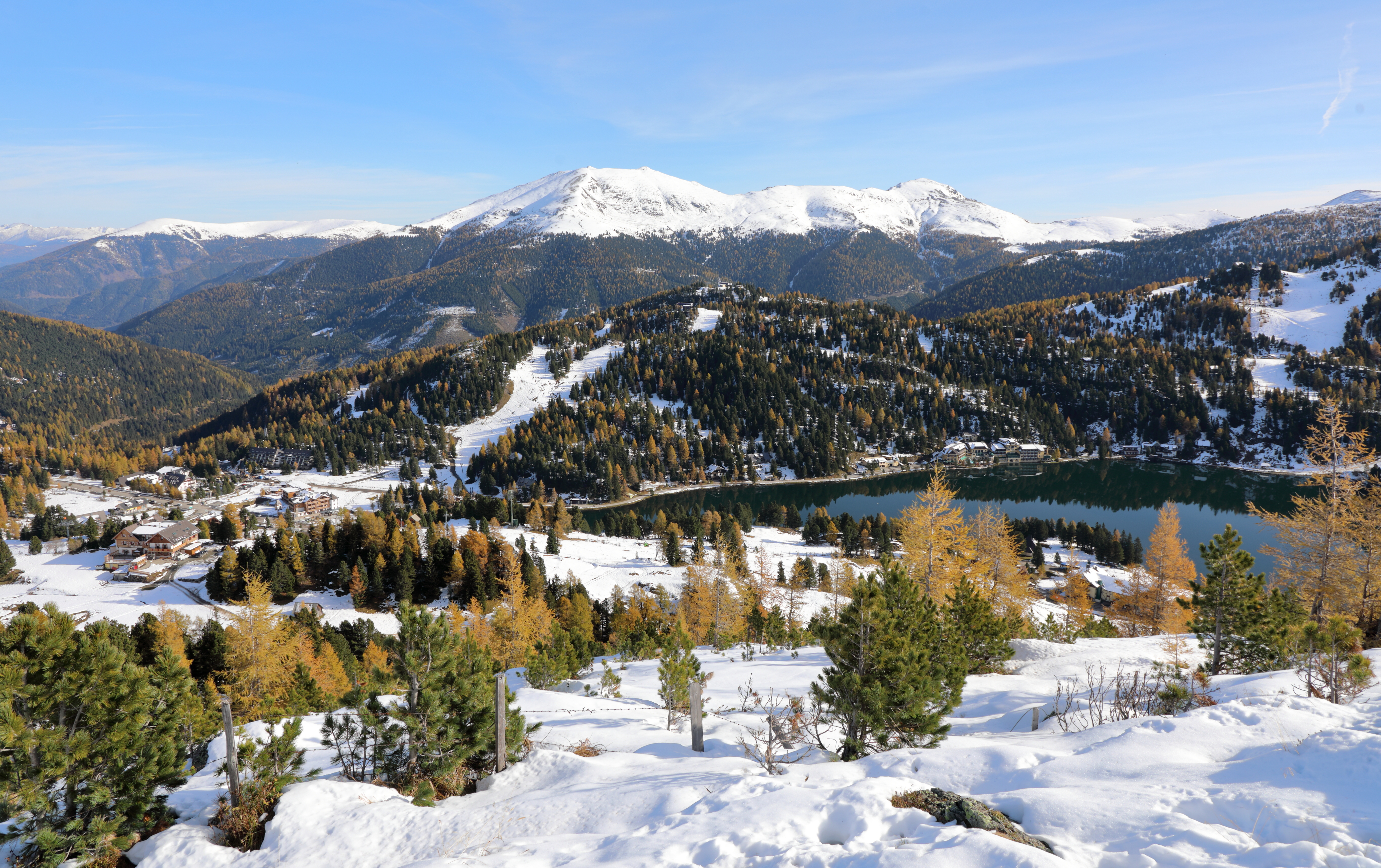
Eisenhut (2441 metr) i Wintertalernock (2394 metr)